# Kiếm mảnh cạnh sắc
Kiếm mảnh cạnh sắc (/ ˈreɪpiər /) hoặc rapier hay espada ropera, là một thuật ngữ rộng đối với một loại thanh kiếm mảnh, rất nhọn. Với các tính năng thiết kế như vậy, thanh kiếm được tối ưu hóa để trở thành vũ khí tấn công thẳng, trực diện, nhưng các đòn tấn công cắt hoặc chém cũng được ghi lại trong một số luận thuyết lịch sử như Gran Simulacro của Capo Ferro vào năm 1610. Vẻ đẹp của những thanh kiếm này che mắt ta về sức sát thương khủng khiếp của nó. Vũ khí này chủ yếu được sử dụng ở Châu Âu cận đại trong thế kỷ 16 và 17.

## Mô tả

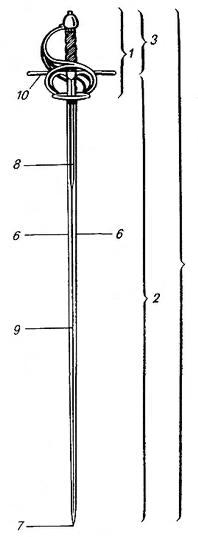

Từ "rapier" thường đề cập đến một thanh kiếm tương đối dài được đặc trưng bởi một chuôi kiếm bảo vệ được làm để cung cấp sự bảo vệ cho bàn tay cầm kiếm. Một số mẫu kiếm mảnh cạnh sắc trong lịch sử cũng có một lưỡi dao rộng gắn trên một chuôi kiếm điển hình. Thuật ngữ rapier có thể gây nhầm lẫn bởi vì vũ khí loại này có thể được phân loại như kiếm lưỡi rộng. Trong khi thanh kiếm có thể đủ rộng để cắt ở một mức độ nào đó (nhưng không thể bằng những thanh trường kiếm được sử dụng trong thời Trung cổ như thanh kiếm dài), nó được thiết kế để thực hiện các đòn tấn công nhanh và chớp nhoáng. Lưỡi dao có thể được mài sắc dọc theo toàn bộ chiều dài của nó hoặc chỉ được mài nhọn từ tâm đến đầu (như được mô tả bởi Capoferro)  Pallavicini,  một bậc thầy về kiếm năm 1670, ủng hộ mạnh mẽ việc sử dụng vũ khí với hai cạnh cắt. Một thanh kiếm điển hình sẽ nặng 1 kg (2,2 lb) và có một lưỡi dài và mảnh chỉ khoảng 2,5 cm (0,98 in) hoặc còn nhỏ hơn nữa, chiều dài sẽ khoảng 104 cm (41 in) hoặc dài hơn và kết thúc bằng một đầu cực nhọn. Chiều dài lưỡi của một vài ví dụ lịch sử, đặc biệt là các kiếm mảnh cạnh sắc Ý vào đầu thế kỷ 17, là hơn 115 cm (45 in) và thậm chí có thể đạt 130 cm (51 in).

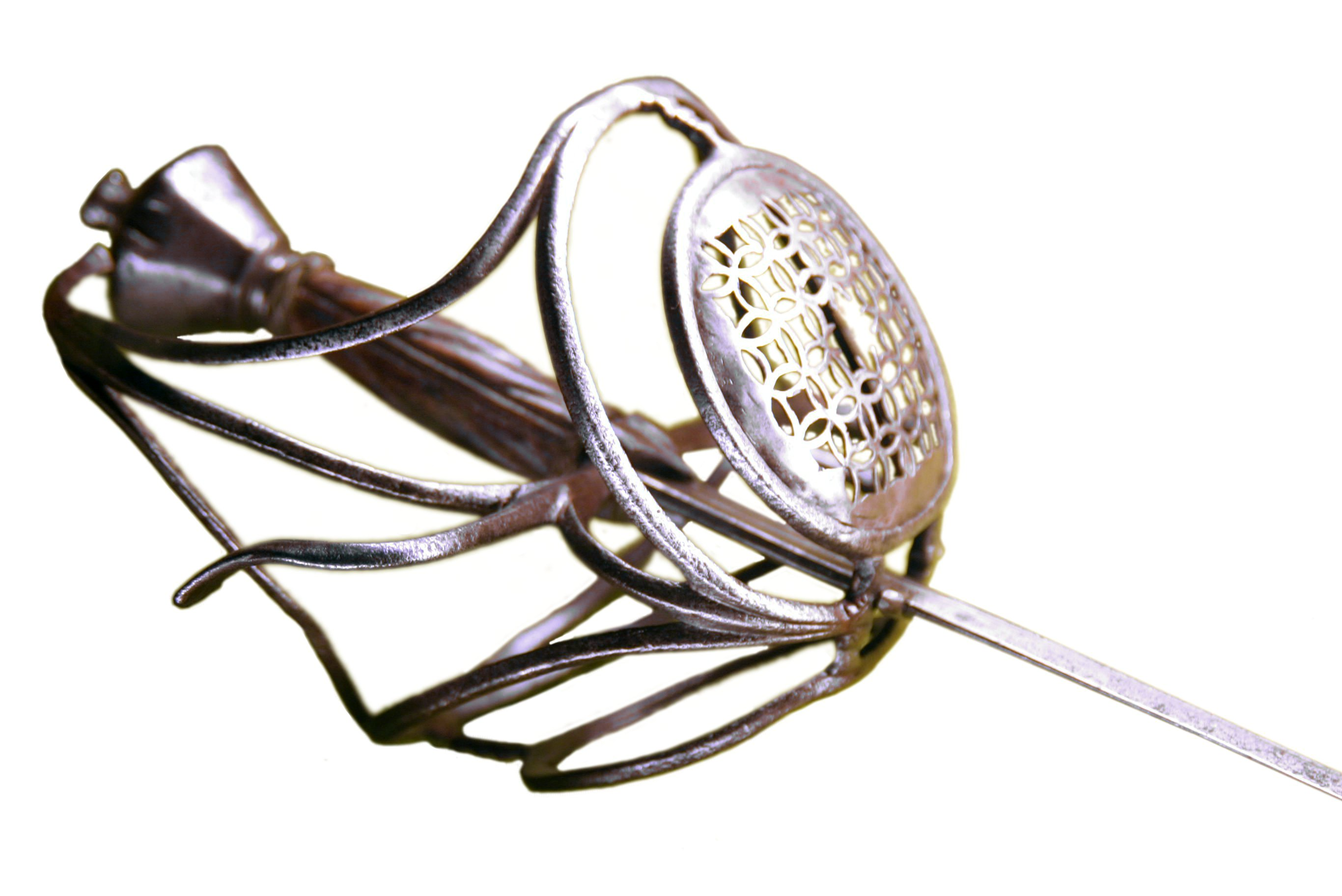
Kiếm mảnh cạnh sắc trưng bày tại Château de Chillon

Thuật ngữ rapier thường đề cập đến một thanh kiếm tấn công thẳng với một thanh kiếm dài hơn và mỏng hơn so với thanh "kiếm cạnh" nhưng nặng hơn thanh "kiếm nhỏ", một vũ khí nhẹ hơn trong thế kỷ 18 và sau đó,  nhưng hình dạng chính xác của lưỡi dao và chuôi kiếm thường phụ thuộc vào ai đang ghi lại và vào khi nào. Từ này có thể đề cập đến kiếm-cạnh Spada da lato trước đó và tương tự như espada ropera, vào thời kỳ đỉnh cao của kiếm mảnh cạnh sắc vào thế kỷ 17 với thanh kiếm nhỏ và kiếm dùng cho đấu kiếm, [cần dẫn nguồn] do đó ngữ cảnh là quan trọng trong việc hiểu ý nghĩa của từ này. (Thuật ngữ phụ, được sử dụng trong một số nhà tái thiết võ thuật lịch sử hiện đại, là một bản dịch từ tiếng Ý spada da lato - một thuật ngữ được đặt ra từ lâu bởi thực tế của các nhà quản lý bảo tàng Ý - và không đề cập đến thanh kiếm dài, mảnh, mà chỉ đề cập đến thanh kiếm đầu thế kỷ 16 của Ý với lưỡi kiếm rộng hơn và ngắn hơn được coi là tổ tiên của nó và hiện đại.)

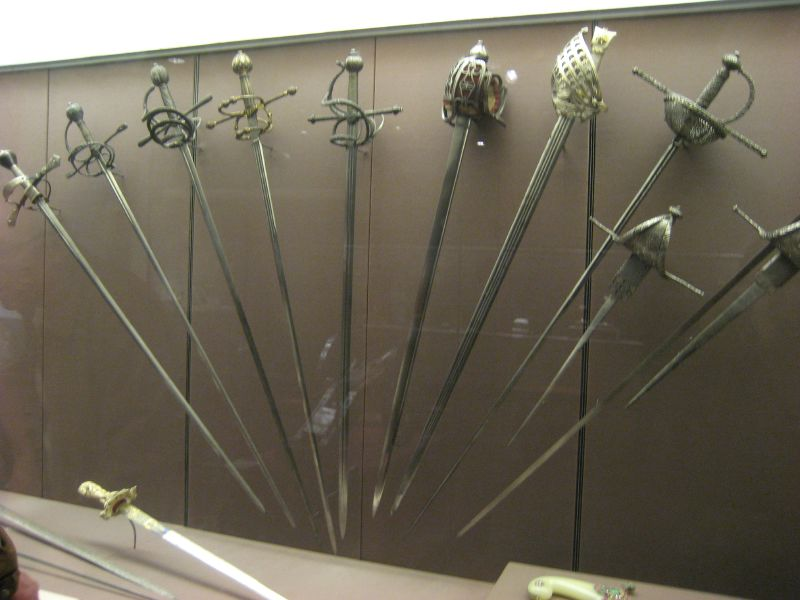
Bộ sưu tập của các thanh kiếm hiện đại đầu (thế kỷ 17 đến 18) tại Bộ sưu tập vũ khí và áo giáp George F. Harding, Art Institute of Chicago.

Từ "rapier" là một từ tiếng Đức để mô tả những gì được coi là một vũ khí nước ngoài. Thuật ngữ rapier không được sử dụng bởi các kiếm sư người Ý, Tây Ban Nha, và Pháp trong thời hoàng kim của vũ khí này, các thuật ngữ như spada, espada, và épée (hoặc espée) được thay vì tiêu chuẩn (từ chung cho "thanh kiếm"). Bởi vì điều này, cũng như sự thay đổi lớn của các thanh kiếm thế kỷ 16 và 17, một số giống như Tom Leoni chỉ mô tả vũ khí này đơn giản như một thanh kiếm thẳng, hai lưỡi, có thể sử dụng cho cả tấn công và phòng thủ, không yêu cầu vũ khí đồng hành. Để tránh sự nhầm lẫn của việc gộp tất cả các thanh kiếm lại với nhau, một số sẽ phân loại các thanh kiếm đó theo chức năng và cách sử dụng của chúng. Ví dụ, John Clements phân loại các thanh kiếm tấn công thẳng với khả năng cắt kém là rapier, và kiếm bằng cả khả năng đẩy và cắt tốt là kiếm cạnh. Một số, tuy nhiên, nếu nhìn vào các rapier trong toàn bộ dòng thời gian của nó ta sẽ thấy rằng nó không bao giờ thực sự phù hợp với bất kỳ định nghĩa duy nhất. Trên khắp châu Âu, vũ khí thay đổi dựa trên văn hóa và phong cách chiến đấu được quy định; có thể là Ý, Tây Ban Nha, hoặc một số hướng dẫn khác về việc sử dụng vũ khí, do đó độ dài, chiều rộng, thiết kế cán và thậm chí thiếu hoặc vị trí của một lưỡi hoặc lưỡi khác nhau cùng một lúc. Người ta có thể đeo một thanh kiếm với một chuôi quét và có cạnh sắc trong cùng một ngày như một người khác có thể mặc một với một cái chuôi cốc và một lưỡi kiếm không sắc.